# Eric Brewer (scientifique)
Pour les articles homonymes, voir Eric Brewer et Brewer.
Eric Brewer est un scientifique américain, professeur émérite d'informatique à l'Université de Californie à Berkeley et vice-président de l'infrastructure de la société Google. Ses domaines de recherche comprennent les systèmes d'exploitation, l'informatique distribuée, le cloud computing et les réseaux de capteurs. 

## Études et activités
Eric Brewer a un Baccalauréat universitaire en sciences en ingénierie électrique et informatique de Berkeley. Il a fondé en 1996 Inktomi Corporation repris en 2003 par Yahoo!, et en 2000 Federal Search Foundation pour le compte du gouvernement américain. Il est membre de l'Association for Computing Machinery et de l'Académie américaine des arts et des sciences. À partir de 2014 il partage son temps entre l'Université de Berkeley et son poste de vice-président de l'infrastructure chez Google.

## Théorème de Brewer
Il est connu en particulier pour avoir formulé le théorème CAP appelé aussi « théorème de Brewer », qui indique qu'il est impossible sur un système informatique de calcul distribué de garantir simultanément la cohérence, la disponibilité et la tolérance au partitionnement (qui donnent les trois lettres "CAP" pour Coherence, Availability, Partitionnement). Ce théorème, qui était au départ une conjecture, a été prouvé formellement en 2002, et a des applications pratiques dans le domaine des bases de données distribuées en particulier. Le mouvement NoSQL l'a utilisé comme argument contre les bases de données traditionnelles.

## Distinctions
En 1999 il a reçu un prix de l'innovation du Massachusetts Institute of Technology (MIT) pour les moins de 35 ans.
En 2009 il reçoit l'ACM Prize in computing, et en 2013 l'École polytechnique fédérale de Zürich l'honore du titre de docteur honoris causa.